# Vakkola
Vakkola – wieś w Finlandii, w rejonie Uusimaa, w gminie Askola.